# عملة فنزويلا

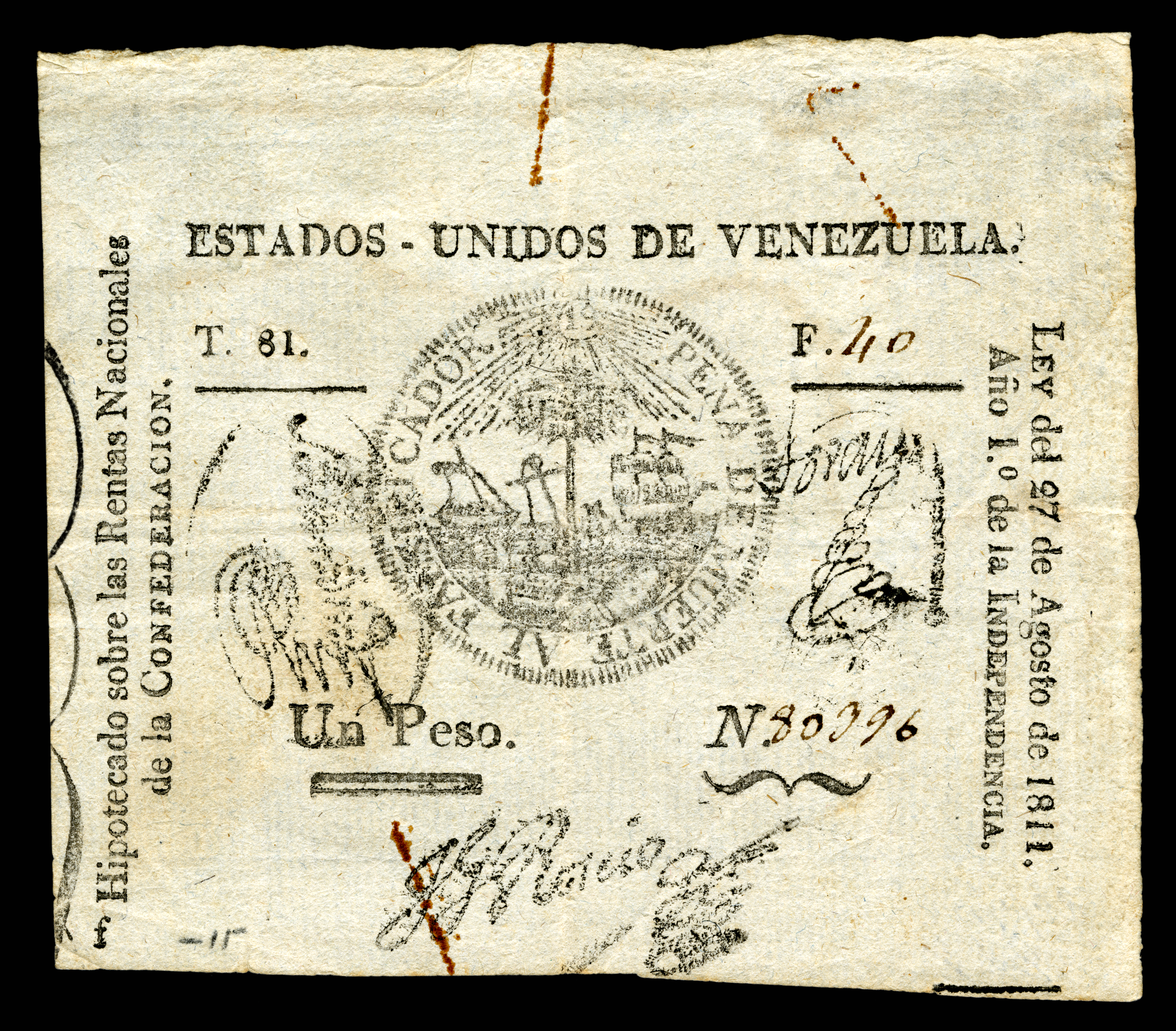
الولايات المتحدة الفنزويلية، 1 بيزو (1811)، من الإصدار الأول للعملة الورقية الوطنية.

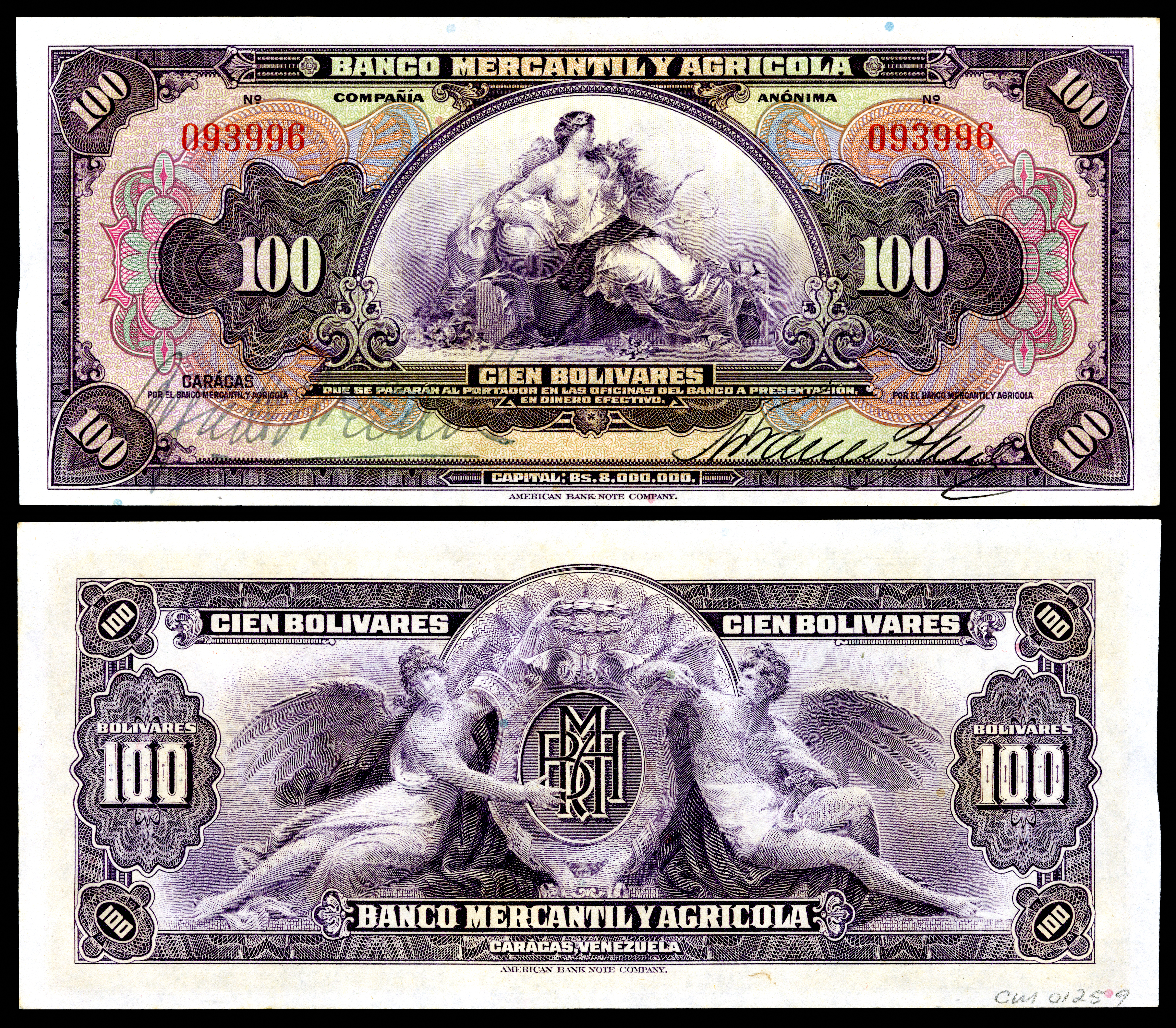
100 بوليفار، بانكو ميركانتيل واي أجريكولا (1929).

العملة الفنزويلية متداولة منذ نهاية القرن 18. وحدة العملة الحالية في فنزويلا هي البوليفار الفنزويلي.

## عملة ما قبل الاستقلال
البيزو = 8 ريالات (فضية)
إسكودو = 2 بيزو (ذهب)
شاركت فنزويلا في النظام النقدي الإسباني الأمريكي المشترك، القائم على البيزو الفضي والإسكودو الذهبي، كان مستخدمًا في جميع أنحاء أمريكا الإسبانية. جَلبت التجارة، وخاصة الكاكاو، الأموال إلى المستعمرة في أواخر القرن 17 في شكل عملة معدنية من المعروض النقدي في المكسيك، زاد بشكل كبير بعد أن حصلت شركة غيبوزكوانا دي كاراكاس على احتكار تجاري في عام 1729، أصبحت العملة الإسبانية والإسبانية الأمريكية شكلاً شائعًا للدفع. أدى حظر تداول العملة الأمريكية في إسبانيا (4 مايو 1754) إلى عودة العملات المعدنية من دور سك العملة الإسبانية إلى إسبانيا. جلبت شركة غيبوزكوانا كمية كبيرة من الكوز (ماكوكينا) من دور سك العملة في ليما وبوتوسي ومكسيكو سيتي. ظلت عملة الكوز هذه هي العملة المتداولة لسنوات عديدة، ولم تختفِ إلا في السنوات الأولى للجمهورية.
سُكّت عملة خاصة لفنزويلا عام 1787. مُدعية نقصًا في العملات المتداولة، طالبت كاراكاس بعملات مميزة بقيمة جوهرية أقل من المعيار، بحيث لا تُتداول إلا محليًا. أُقر هذا الطلب بموجب مرسوم ملكي صدر في 25 ديسمبر 1786. وفي 3فبراير 1787، سَمح مرسوم آخر بإصدار 200 ألف بيزو من العملات المعدنية، بنسبة 60٪ فقط من الوزن القياسي. سُكّت هذه العملات في مدينة مكسيكو وشُحنت في 16 أبريل. عَلِم بعض المسؤولين أن هذه العملات ليست مميزة- إذ لا تختلف عن العملات العادية إلا في الوزن- فاعترضوا على إصدارها، خوفًا من إمكانية إصدارها كعملة عادية. صدر مرسوم ملكي في 20 أغسطس 1787، قضى بسحب هذه العملات، ثم أُعيدت إلى البلاد وسُكّت في عام 1788.
اتسمت أواخر القرن 18 بنقص في المعروض النقدي، استخدم التجار الرموز (السيناس أو الفيشاس) لتسهيل تجارة التجزئة. بحلول عام 1795، انتشر استخدام الرموز (المصنوعة من الحديد، النحاس، أو القصدير) على نطاق واسع، أُعتبر إصدارها واستخدامها غير المنظم مشكلة. ولمعالجة هذا الوضع، سمح مجلس كاراكاس (كابيلدو) بإصدار رموز نحاسية رسمية، وافتُتح أول دار سك عملات في فنزويلا في كاراكاس في نوفمبر 1802.

### عملة

#### عملة خفيفة الوزن من عام 1787
عُملة خفيفة الوزن لفنزويلا، دار سك العملة في مدينة مكسيكو:
- 1/2 حقيقي، 1.01 غرام
- 1 حقيقي، 20 ملم، 2.02 غم
- 2 ريال، 4.05 غرام.

## 1810–1821 النضال من أجل الاستقلال
بيزو = 8 ريالات
إسكودو = 2 بيزو
اقترح الجنرال فرانسيسكو دي ميراندا إصدار عملة ورقية، مستوحى من الإسنادات الفرنسية، ووافق عليها الكونغرس في 27 أغسطس 1811، بمبلغ مليون بيزو. أذن الكونغرس (25 أكتوبر) بإصدار مليون بيزو في شكل عملة نحاسية. طُرحت الأوراق النقدية للتداول في 18 نوفمبر 1811 كعطاء إجباري مدعوم بالإيرادات الوطنية. 27 أغسطس 1811 (صدر في 18 نوفمبر): 1، 2، 4، 8، و16 بيزو. أذن ملحق في 27 نوفمبر 1811 بإصدار 20000 بيزو في أوراق نقدية صغيرة من الورق المقوى بقيمة 2 ريال. زورت أوراق البيزو على نطاق واسع، لذلك صُرح بإصدار ثانٍ بتصميم جديد في 7 فبراير 1812. ظهر إصدار ثالث، أذن به في 31 ديسمبر 1812 قبل احتلال الملكيين لكاراكاس مباشرة. استعاد الملكيون أكبر عدد ممكن من الأوراق النقدية وأحرقوها في لا فيكتوريا.
نحاس على طراز ماكوكينا يعود تاريخه إلى عام 1812:
- 1/8ر (7000)
- 1/4ر (30,000)

ماكوكينا على طراز الفضة بتاريخ Año 2:
- متوسط (1/2r) (16,000)
- حقيقي (20,000)

### كاراكاس- العملات الملكية
سَكّ الملكيون عملات ماكوكينا على شكل ذرة حتى عام 1817، أمر الجنرال بابلو موريلو بسكّ عملة جديدة تحمل اسم "كاراكاس". انتشرت هذه العملة الأخيرة على نطاق واسع، عُرفت باسم موريليرا في فنزويلا، وكاراكوينا في أماكن أخرى.
نحاس مؤرخ في الفترة من 1813 إلى 1821:
- 1/8ر (1814: 12000؛ 1817: 4500؛ 1818: 94000)
- 1/4r (1813: 10,000؛ 1814: 40,000؛ 1816: 750,000؛ 1817، نوعان: 2.130 مليون؛ 1818: 2.240 مليون؛ 1821: 650,000)

فضة مؤرخة 1817-1821:
- ريال، 0.588-0.709 جيد، 19-20 ملم، 2.45-3.25 غم (1817: 6,500؛ 1818: 13,787؛ 1820: 10,729؛ 1821: 8,000)
- 2 ريال، 0.555-0.898 غرام، 4.50-5.80 غرام (1817: 76000؛ 1818: 777000؛ 1819: 1.450 مليون؛ 1820: 755000؛ 1821: 110000)
- 4 ريال (1819: 18000؛ 1820: 29000)

### باريناس
اجتاح اللاجئون المدينة. باحتلت القوات الجمهورية بقيادة الجنرال خوسيه أنطونيو باييز باريناس، في مارس 1817، في إل ياغوال، طلب باييز تسليم جميع الفضة. ثم سَكّ عملات فضية مثمنة الأضلاع للجيش في كوخارال وأتشاغواس. لم يُرحّب بوليفار بهذا الإجراء، وأصدر مرسومًا يقضي بمنع تداول هذه العملات خارج مقاطعة باريناس.
- ريال، 0.183-0.434 غرام، ناعم، 0.900-2.400 غرام
- 2 ريال، 0.402 ناعم (حوالي 3500 قطعة)

### غوايانا
وافق على سك العملة النحاسية الملكية في غوايانا في 26 أكتوبر 1813، لأن المقاطعة معزولة عن القوات الإسبانية الأخرى:
- كوارتيلو أو ربع ريال (1813)
- متوسط أو 1/2 ريال (1813، 1814، 1815، 1816، 1817).

### ماراكايبو
النحاس الملكي:
- 1/8 (1813)
- 1/2 (1813)

فضي:
- 2 ريال (38، 181، 182، 1813، 1814).

### مارغريتا
نحاس الجمهوريين:
- 4 مارافيديس، 29 ملم (1810).

## 1821–1830 كولومبيا الكبرى
1821–1830 كولومبيا الكبرى
البيزو = 8 ريالات (فضية)
أونزا = 16 بيزو (ذهب)

### تاريخ
كانت فنزويلا متحدة مع غرناطة الجديدة (كولومبيا الحديثة) وكيتو (الإكوادور) في كولومبيا الكبرى، 1821-1830، كانت القوانين النقدية السارية هي المعمول بها في كولومبيا.
حَظر بوليفار (20 يونيو 1821) تداول جميع العملات النحاسية والعملات الملكية الصادرة بعد عام 1810 التي لم تُختم في بوغوتا. ولم يُسمح إلا بتداول العملات الميلي (الجديدة والقديمة) والماكوينا الإسبانية القديمة.
أمر الكونغرس بتوافق جميع العملات الذهبية والفضية المسكوكة في كولومبيا الكبرى مع المعايير الإسبانية القديمة (مرسوم 29 سبتمبر 1821). سُك الذهب والفضة في بوغوتا وبوبايان، أنتجت دار سك العملة في كاراكاس كوارتيلو نحاسية (ربع ريال) بين 14 يوليو 1821 واغلق في 31 أكتوبر 1822. تداولت العملة النحاسية قانونيًا مقابل بيزو قوي واحد. ونُقش على العملات المعدنية عبارة "جمهورية كولومبيا".
نص قانون النقد الصادر في 14 مارس 1826 على سكّ عملة ذهبية على أساس البيزو الذهبي الكولومبي ( البيزو الكولومبي دي أورو) بقيمة 1.797238 غرام، وعملة فضية على أساس البيزو الفضي الكولومبي ( البيزو الكولومبي دي بلاتا).
أكد قانون بوليفار النقدي الصادر في 6 نوفمبر 1828 على التداول غير المقيد للماكوينا، وأصدرت وزارة فنزويلا مرسوماً (في 17 سبتمبر 1829) يقضي بقبول الماكوينا الفضية الإلزامي ــكان البائع الذي يرفض الماكوينا القانونية عرضة للغرامة أو السجن.
أعاد خوسيه أنطونيو بايز، الذي قاد الحركة الانفصالية في فنزويلا لاحقًا، فتح دار سك العملة في كاراكاس عام 1829، وسمح بإصدار بيزيتا فضية (ريالين) وكوارتيلو نحاسي. وأُغلقت دار سك العملة في كاراكاس نهائيًا (أكتوبر 1830).

### عملة (دار سك النقود في كاراكاس)
نحاس:
- كوارتيلو أو 1/4 ريال، 14.38 غم (1821، 1822؛ 1829، 1830)

فضي:
- بيزيتا أو ريالين (1829).

## 1830–1848 بيزو فويرتي (فضية)
بيزو (Peso Sencillo)= 8 ريالات = 100 سنتافو أو 80 سنتافو فويرتيس
بيزو فويرتي = 10 ريال = 100 سنتافو فويرتيس (من 1832)

### تاريخ
كانت العملة في عام 1830 فوضوية. التداول من ماكوكينا فضية قديمة سُكّت في كاراكاس في عهد كل من الملكيين والجمهوريين، عملات فضية، وذهبية من مختلف الولايات الأمريكية، خاصة من كولومبيا. مالت العُملات الفضية عالية الجودة إلى الاختفاء من التداول (استُخدمت لدفع ثمن الواردات). ظلت ماكوكينا والعملات البالية تخدم تجارة التجزئة. نشرت الحكومة جدولاً في 30 ديسمبر 1830 يُحدد قيمة العملات الأجنبية من حيث ماكوكينا المحلية. أمر وزير المالية في 22 ديسمبر 1832، الجمارك ومكاتب المالية باستلام ودفع بيزو فويرتي الفضي بما يعادل 10 ريالات من ماكوكينا الفضية. بعد ذلك، يُشير البيزو أو بيزو سينسيلو (البيزو الحالي) إلى الدفع بالماكوكينا؛ ويشير بيزو فويرتي إلى الدفع بالبيزو الفضي القياسي.
مَنح الكونغرس صفة العملة القانونية في 13 مايو 1834 لكل من: (1) البيزو فويرتي، أونزا دي أورو، وكسورهما، سواءً من إسبانيا أو إحدى الجمهوريات الأمريكية، شريطة أن تكون ذات وزن ودقة قياسيين؛ (2) البيزو فويرتي (الدولار الفضي) للولايات المتحدة وكسوره؛ (3) الفرنك الفرنسي؛ (4) الشلن البريطاني؛ و(5) بيزو البرتغال والبرازيل. أنهى مرسوم صادر في 26 يونيو 1834 تداول ربع ريال ماكوكينا المؤرخ 1829-1830. أذن الكونغرس في 25 مارس 1835، بتداول عملة سنتافو نحاسية أمريكية، وهي عملة غير مألوفة حتى ذلك الحين.
لاستبدال الماكينا، أذن الكونغرس للحكومة، في 2 مايو 1840، بالحصول على الفرنكات الفرنسية (والأنصاف والأرباع) وقطع الفضة الأمريكية من فئات 5، 10، و20 سنتًا، بالإضافة إلى السنتات ونصف السنتات النحاسية. حَظر الكونغرس في 23 مارس 1841 تداول أي نوع من الماكينا، سُحبت الماكينا ،واستُبدلت، ووُزعت 100,000 بيزو من العملات الفرنسية على المقاطعات لِتسهيل هذه العملية.
استند قانون النقد الصادر في 29 مارس 1842 إلى بيزو فويرتي، أي 10 ريالات أو 100 سنتافو. ونص القانون على سَكّ عملة نحاسية وطنية (سُكّت في لندن)، كانت عملة قانونية لجميع الديون العامة والخاصة. عندما طُرحت هذه العملات للتداول، أُلغيت صفة العملة القانونية للسنتات النحاسية (السنتافو) الصادرة عن الولايات المتحدة (12 أكتوبر 1844).

### ورق
أول بنك يُصدر نقودًا ورقية هو بنكو كولونيال بريتانيكو، تأسس في 29 يوليو 1839 برأس مال قدره 300,000 دولار أمريكي. وأصدر أوراقًا نقدية من فئات 5، 10، 20، 50، و100 بيزو بسيط. وأُغلق عام 1849.
أُنشئ البنك الوطني الفنزويلي بموجب قانون صادر عن الكونغرس في 17 مايو 1841، برأس مال قدره 2.5 مليون بيزو. خُوِّل إصدار أوراق نقدية من فئات 5، 20، 100، و500 بيزو. الأوراق النقدية الوحيدة المعروفة (حتى عام 2002) هي من فئتي 5 و20 بيزو، طبعتها شركة نيو إنجلاند بنك نوت في بوسطن. أنهى البنك عملياته في 23 مارس 1850.

### عملة
أُنتج سنتافو نحاسية بتاريخ عام 1843، تحمل رأس الحرية (الظاهر)، في دار سك العملة الملكية، لندن:
- 1/4 س، 19 ملم، 3.00 غم (3.84 مليون)
- 1/2 س، 24 ملم، 6.00 غم (0.96 مليون)
- 1س، 32 ملم، 12.10 غم (0.48 مليون).

## 1848–1854 فرانكو (فضي)
فرانكو = 2 ريال = 20 سنتافو
بيزو = 5 فرنك = 10 ريال = 100 سنتافو

### تاريخ
أقرّ القانون النقدي الصادر في 30 مارس 1848 الفرنك الفرنسي (فرانكو فرانسيس)، بقيمة 5.00 غرام، و0.900 نقاء، كوحدة نقدية لفنزويلا. لم يُقدّم أي تفسير مُفصل، إذ يُفترض أن الحكومة الجديدة أرادت قطعًا تامًا مع سياسات الأوليغارشية المحافظة (أوليغاركيا كونسيرفادورا ، 1830-1848) التي حلت محلها. نُشر جدول لتصنيف العملات المعدنية المُعبر عنها بالفرانكو، أُعلن أن الفرانكو يُعادل 20 سنتافو من العملات النحاسية المصرح بها بين عامي 1834 و1842.

### عملة

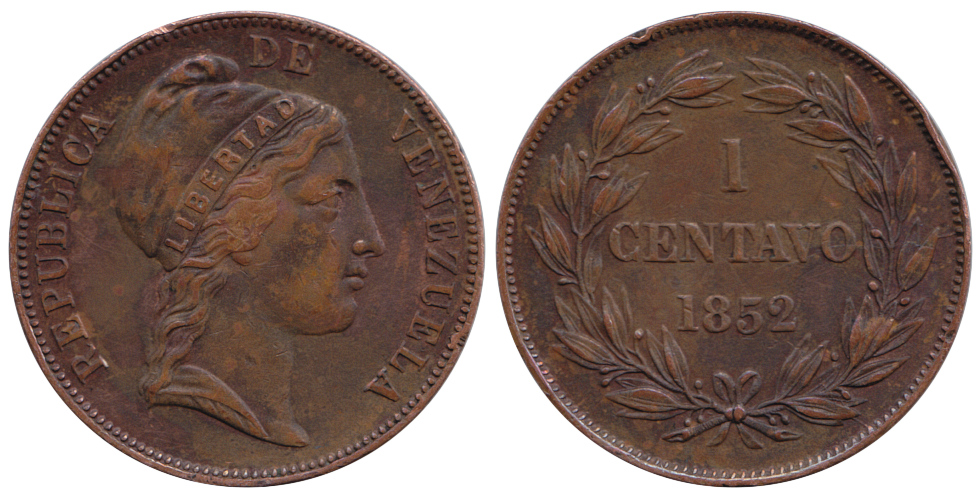
1 سنتافو 1852. دار السك الملكية ، لندن.

سُكّت سنتافو نحاسية تحمل صورة رأس الحرية تعود إلى عام 1852 في برمنغهام ولندن.
دار سك العملة برمنغهام المحدودة:
- 1/4 س، 19 ملم، 2.90 غم (2 مليون)
- 1/2 س، 24 ملم، 5.70 غم (0.5 مليون)
- 1س، 31.5 ملم، 11.40 غم (0.25 مليون).

دار سك العملة الملكية، لندن:
- 1/4 س، 16 ملم، 2.70 غم (4 ملايين)
- 1/2 س، 22 ملم، 5.40 غم (مليون)
- 1س، 30.5 ملم، 10.90 غم (0.5 مليون).

## 1854–1857 فينيزويلاني (ذهب وفضة)
البيزو الفنزويلي = 10 ريال = 100 سنتافوس
التحويل: 1 فنزويلي = 5 فرنكات

### تاريخ
صدر قانون نقدي جديد في 1 أبريل عام 1854، نصّ على إنشاء دار سكّ في كاراكاس لإصدار عملات وطنية من الذهب والفضة. العملات الذهبية هي: أونزا، ميديا أونزا، دوبلون (ربع أونزا)، إسكودو (ثمن أونزا)، وفنزويلا دي أورو (1/16 أونزا أو بيزو دي أورو). أما العملات الفضية: بيزو فويرتي أو فنزويلا دي بلاتا، ميدو بيزو، بيزيتا (ربع بيزو)، ريال (ثمن بيزو)، وميدو ريال (1/16 بيزو). أما العملات النحاسية هي الكوارتو والثماني. لم تتمكن الحكومة من إنشاء دار سكّ، ولم تُصدر أي عُملات.

### ورق
تأسست شركة "كمبانيا دي أكشنيستاس" برأس مال قدره 600,000 دولار أمريكي في 4 ديسمبر 1855. أصدرت الشركة أوراقًا نقدية بقيمة 5 بيزو بسيطة، قَدمت خدماتها للخزانة حتى إغلاقها في مارس 1858.

## 1857–1865 بيزو فويرتي دي أورو (الذهب)
بيزو فويرتي دي أورو = 10 ريال = 100 سنتافو

### تاريخ
لِعدم وجود دار سك وطنية، ظل قانون النقد لعام 1854 دون تطبيق، فأصدر الكونغرس قانونًا جديدًا (23 مارس 1857) يجيز سك العملات في الخارج. العملة الأساسية هي البيزو الذهبي (1,61290 غرامًا) و0,900 نقاء، مصحوبة بفئتين: دوبلون (10 بيزو فويرتي) وإسكودو (5 بيزو فويرتي). أما العملات الفضية، 0,900 نقاء، كانت: بيزو متوسط (5 ريالات) و11,50 غرامًا و30 ملم؛ بيزيتا (2 ريال)، 4·60 غرام، 23 ملم؛ حقيقي، 2.30 غم، 18 ملم؛ و، متوسط حقيقي، 1.15 غم، 16 ملم. كان هناك أيضًا سنتافو، 95% نحاس و5% قصدير-زنك، 7.50 غم، 25 ملم. لم تُسك أي من العُملات الذهبية على الإطلاق.
بعد سلسلة من الحكومات المؤقتة خِلال الحرب الأهلية 1859-1861، أعلن جيه إيه بايز دكتاتورًا في 10 سبتمبر 1861. السماح بعملات معدنية تحمل صورته الخاصة ووقع عقد مع دار سك العملة في باريس (29 أبريل 1862)، أطاحت به ثورة قبل شحن العملات المعدنية من باريس.
بدأ استخدام طوابع البريد في 1 يناير عام 1859بفئات 1/2 ريال، 1 ريال، و2 ريال. ظهرت طوابع الصحف من فئة 1/2 ريال و1 سنتافو فويرتي في مارس عام 1862.

### ورق

#### شهادات الدين العام 1859–1861
أصدرت حكومة جمهورية فنزويلا شهادات دَين عام (deuda pública) تُدفع عملة قانونية لحامليها. حمل العديد من هذه الإصدارات توقيعات تجار مرموقين. صدرت شهادات بفئات 8 ريالات ،5، 10، 20، 50، و100 بيزو بموجب مراسيم مختلفة، أولها في 20 أكتوبر/تشرين الأول 1859 وآخرها في 15 يناير/كانون الثاني 1861. كما صدرت إصدارات منفصلة لكاراكاس وكارابوبو وأراغوا.

#### 1861-1862 بنك فنزويلا
أنشأت حكومة بايز بنك فنزويلا بتمويل من اخزانة, استمر البنك من 1 نوفمبر 1861 إلى 30 نوفمبر 1862. برأس مال قدره 4 ملايين دولار. عُرف باسم "بنك الديكتاتورية". أصدر سندات إذنية (فالس) من فئتي 5 و50 بيزو بتاريخ 1 فبراير 1862.

#### مجلس الموارد لعام 1862
أصدرت Junta de Recursos اوراق نقدية بقيمة 8 ريالات (واحد بيزو سينسيلو) بتاريخ 1 مارس 1862.

### عملة

#### 1858–1862 رأس الحرية
نحاس (دار سك العملة في برمنغهام) بتاريخ 1858-1863:
- 1س، 25 ملم، 7.50 غرام (2 مليون 1858، 1.5 مليون 1862، 0.5 مليون 1863).

عملة فضية 0.900 نقية (دار كل العملة في باريس) بتاريخ عام 1858:
- 1/2ر (متوسط)، 14.5 ملم، 1.150 غرام (40270 قطعة)، مكتوب عليها "1½" بالخطأ!
- 1ر (حقيقي)، 17.5 ملم، 2.300 غرام (42,698 قطعة)
- 2ر (بيسيتا)، 23 ملم، 4.600 غرام (29,990 قطعة)
- 5ر (بامبا)، 30 ملم، 11.500 غرام (26,120 قطعة).

#### 1863 جا بايز
أُلغي العقد المبرم مع دار سك العملة في باريس بشأن العملات التي تحمل تمثالًا نصفيًا للجنرال بايز، الذي أُبرم في 7 نوفمبر 1862، في يونيو 1863، صُهرت العملات المسكوكة بالفعل. طُلبت عملات نحاسية من فئة 1 و2 سنتسيموس، وعملات فضية من فئة 1/2، 1، 2، 4، و10 ريالات. حوالي 200 قطعة من فئة 10 ريالات، أي ما يعادل 38 ملم ، 10,000غ، يُعتقد قد نجت.

## 1865–1871 فنزويلا دي أورو (ذهب)
بيزو الفويرتي (فنزويلا الذهب) = 10 ريال (ديسيموس) = 100 سنتافو

### تاريخ
اعتمد قانون النقد الصادر في 12 يونيو 1865 على العملة الفنزويلية الذهبية (البيزو فويرتي). نصت على إنشاء دار سك العملة وسك العملة مع تمثال نصفي لبوليفار، ليبرتادور. العملات الذهبية المقترحة بنقاء 0·900 هي: بيزو فويرتي أو فنزويلا دي أورو (10 ريالات) بوزن 1.612 غم، ومضاعفاتها، إسكودو (5 بيزو فويرتس)، دوبلون (10 بيزو فويرتس)، ودوبل_ دوبلون (20 بيزو فويرتس). العملات الفضية الفرعية نقاء 0.800 عبارة عن بيزو متوسط (5 ريال) وزنه 12.50 غرام، بيزيتا (2 ريال) وزنه 5.00 غرام، ريال 2.50 غرام، وريال متوسط 1.25 غرام. هناك سنتافو نحاس يساوي 8·00 غم. كانت الحاجة ماسة إلى سكّ عملة وطنية موحدة، لكن الوضع الاقتصادي كان سيئًا، وتبيّن استحالة إنشاء دار سكّ في ذلك الوقت. مُنحت العملات الأجنبية تصنيفات جديدة.
صدر مرسوم في 3 ديسمبر 1870 يَقضي بقبول جميع العملات المعدنية، بغض النظر عن حالتها، العملة المتداولة في حالة سيئة عمومًا، والمبالغ الكبيرة تُوزن بدلًا من عَدّها. إلا أن البائعين إما استمروا في وزن العملات أو رفعوا أسعارها.

### ورق

#### أوراق نقدية خاصة من عام 1865
تأسس بنك لندن وفنزويلا، ليميتداو، في كاراكاس في 1 يناير عام 1865برأس مال قدره 500 ألف جنيه إسترليني. صُفي عام 1867. أصدر أوراقًا نقدية من فئة "5 بيزو بسيط" (الوجه بالإسبانية) أو "5 دولارات" (الظهر بالإنجليزي)، بتاريخ 23 يناير 1865

#### سندات الخزانة لعام 1869
أصدرت الخزانة أوراقًا مالية (billetes de Tesoreria) بقيمة 5 بيزو بموجب تفويض صادر في 19 يناير 1869.

## 1871–1879 فينيزويلاني (ذهب وفضة)
فنزويلا = 100 سنتافوس (سينتيموس، سينتيسيموس) التحويل: 1 فنزويلا = 1 فويرتي (بيزو فويرتي)

### تاريخ
أُعلن عن جميع العملات المعدنية المتداولة في 29 مارس 1871، أياً كانت حالتها، كعملة قانونية طالما أحد الجانبين واضحًا وقابلاً للقراءة، ثم أنشأ قانون نقدي صادر في 11 مايو العملة الفنزويلية البالغة 100 سنتافو كعملة حسابية واعتمد نظام الاتحاد النقدي اللاتيني، استنادًا إلى العملة الفضية (فينيزولانو دي بلاتا) البالغة 25000 غرام و0.900 نقاء والعملة الذهبية الفنزويلية البالغة 16129 غرام و0.900 نقاء. سُميت القطعة الذهبية التي تبلغ 20 فينيزويلية بالبوليفار. طُلبت العملات المعدنية من باريس؛ من المقرر أن تظل العملات الأجنبية متداولة حتى وصولها. نُشرت تصنيفات جديدة في 2 يوليو. واعتبارًا من 1 يناير 1872، لا بد من تحويل جميع الحسابات والتعبير عنها بالعملتين الفنزويلية والسنتافو.
مُنع تداول العملات المعدنية البالية على كلا الجانبين في 13 فبراير 1874، ونُشر جدول جديد لتصنيف العملات الأجنبية. عند إصدار سك 1873-1874، مُنع تداول جميع العملات المعدنية المهترئة (قرار 18 يونيو 1874). سُحبت العملات البالية وأُرسلت إلى باريس لإعادة سكها. مُنع تصدير العملات الذهبية الوطنية في 3 مايو 1875، واستيراد العملات الفضية الأجنبية في 28 يونيو 1876.
ظَهرت الطوابع البريدية بقيمة 1، 5، 10، 30، 50، و90 سنتيموس أو سنتيسيموس و1، 3، و5 فنزويلا في عام 1879.

### ورق
أُسست شركة الائتمان في 9 ديسمبر 1870 على يد الجنرال أنطونيو غوزمان بلانكو. الشركة مملوكة للقطاع الخاص بمشاركة حكومية أقلية، بهدف سداد الديون الحكومية المستحقة. عزز غوزمان سلطة الحكومة المركزية من خلال خصخصة تحصيل الجمارك تقريبًا من خلال هذه المؤسسة. أصدرت الشركة أوراقًا نقدية لحاملها من فئات 5، 10، 50، و100 فنزويلية حتى صُفيت في يوليو 1876.
تأسس بنك كاراكاس في يوليو 1876، وأُعيد تنظيمه في 11 أغسطس 1877، وحل في 27 مارس 1881. أصدر أوراقًا نقدية بقيمة 5، 20، و100 فنزويلي.
أصدرت مقاطعة غوايانا (Estado de Guayana) أوراقًا نقدية محلية في 1878-1880 بقيمة 50 سنتيسيمو، 1، 2، 4، و8 فنزويليين.

### عملة
طلبت الحكومة عملات فضية فرعية من فئات 5، 10، 20، و50 سنتًا فنزويليًا من باريس في 11 يونيو 1873. عُدِل النقش على العملات الفنزويلية إلى "Estados Unidos de Venezuela" (من "República de Venezuela"). ونقش ديزيريه ألبرت باري القوالب. طُلب إصدار عملات ذهبية في 16 سبتمبر 1874، كانت في الأصل من فئات 1، 5، 10، و20 سنتًا فنزويليًا. استُبدل هذا الطلب بعملة فضية من فئة 1 فنزويلي وأخرى ذهبية من فئة 5 فنزويليين.
سُك عدد محدود جدًا من العملات في عام 1858. أما سك العملات في الفترة من 1873 إلى 1877 شكّل بداية حقيقية لعملة وطنية حديثة بالمعنى الكامل.
أمر وزير المالية الأمريكي في 14 يونيو 1876، بإصدار عملات معدنية من 75٪ نحاس و25٪ نيكل، بقيمة 1 و 2½ سنت فنزويلي، بدلاً من سنتافو النحاس. سُكّت هذه العملات في فيلادلفيا.

## 1879–1887 بوليفار (فضي)
بوليفار (ب) = 100 سنتيمو
التحويل: 5 بوليفار = 1 فنزويلا (بيزو فويرتي)؛ 1 بوليفار = 20 سنتافو (فنزويلا)

### تاريخ
عاد الجنرال غوزمان بلانكو إلى السلطة في 26 فبراير 1879، واصل فورًا برنامجه لعام 1871 لاستبدال العملات الأجنبية المتداولة بعملة وطنية. استند قانونه النقدي الصادر في 31 مارس 1879 إلى مبادئ الاتحاد النقدي اللاتيني. الوحدة النقدية الأساسية هي بوليفار دي بلاتا، التي أصبحت إلزامية اعتبارًا من 1 يوليو 1879. أُستغني عن النحاس تمامًا، واستُبدل بالنيكل النحاسي. حُدد حدٌّ أقصى لسعر العملة عند 6 بوليفارات للفرد.
طُرحت العملات المعدنية المنتجة في بروكسل والمؤرخة بعام 1879 للتداول بين نوفمبر 1879 وأكتوبر 1880. ظهرت الطوابع البريدية في الأول من يناير 1880 في فئات 5، 10، 25، و50 سنتيموس و1، 2، 5، 10، 20، و25 بوليفار.
افتُتح أخيرًا دار سَكّ وطنية حديثة في كاراكاس في 16 أكتوبر 1886. مُنع استيراد العملات الأجنبية، وسُحبت الفضة الأجنبية من التداول وأُعيد سكّها.

### ورق
تأسس البنك التجاري في كاراكاس في 20 يوليو 1882 وبدأ عملياته في أغسطس 1883، أصدر أوراقًا نقدية بقيمة 20، 50، 100، 500، و1000 بوليفار. تأسس بانكو دي كارابوبو في ديسمبر 1883 في فالنسيا على يد دومينغو أولفاراريا، وأصدر أوراقًا نقدية بقيمة 20، 30، 100، و500 بوليفار. أعيد تنظيم بنك بانكو كوميرشال في عام 1890 ليصبح بنك فنزويلا، اشترى بعد ذلك بانكو دي كارابوبو.
تأسس بنك ماراكايبو في 20 يوليو 1882 على يد جمعية ماراكايبو التعاونية كبنك تجاري مستقل عن الحكومة. بدأ إصدار الأوراق النقدية عام 1883 لفئات 20، 50، و100 بوليفار، أضاف إليها 400 بوليفار عام 1917. أصدر أوراقًا نقدية بتصميم جديد لفئات 20، 100، و500 بوليفار عام 1926، واستمر في إصدارها حتى إلغاء الأوراق النقدية الصادرة عن البنوك الخاصة عام 1940.

### عملة
| بكالوريوس | 0.20           | 0.50         | 1            | 2            | 5       | 20      |
| --------- | -------------- | ------------ | ------------ | ------------ | ------- | ------- |
| يكتب:     | 1879           | 1879         | 1879         | 1879         | 1879    | 1879    |
| اسم:      | -----          | حقيقي        | بيزيتا       | -----        | فويرتي  | -----   |
|           | أركنساس ·835   | أركنساس ·835 | أركنساس ·835 | أركنساس ·835 | AR ·900 | AV ·900 |
| غرام      | 1000           | 2500         | 5000         | 10000        | 25000   | 6·4516  |
| مم:       | 16             | 18           | 23           | 27           | 37      | 21      |
|           | دار سك بروكسل  |              |              |              |         |         |
| 1879      | 0·125          | 0·200        | 0·375        | 0·375        | 0.250   | 0.041   |
| 1880      |                |              |              |              |         | 0.084   |
|           | دار سك كاراكاس |              |              |              |         |         |
| 1886      |                | 0·300        | 0·600        | 0·240        | 0·470   | 0.023   |
| 1887      |                | 0·310        | 0.780        | 0·200        | 0·820   | 0·1325  |
| 1888      |                | 0·230        | 0·197        | 0·141        | 0·281   | 0.080   |
| 1889      |                | 0.080        | 0·118        | 0·111        | 0·329   |         |

عندما صدر ربع بوليفار (0.25) في عام 1894، سُحبت فئة 1/5 (0.20) وصُهر العديد منها.
الـ 5 بوليفار بتاريخ 1879-1889 تحمل "28 DE MARZO DE 1864" على الشريط (في الخلف).
استمر سك العملات المعدنية من فئة 1/2، 1، 2، و5 من طراز 1879 حتى عام 1936. سُكت العملة الذهبية من فئة 20 آخر مرة في عام 1912.

## 1887–1930 بوليفار (ذهبي)
بوليفار (ب) = 100 سنتيموس

### تاريخ
جعل القانون النقدي الصادر في 2 يونيو 1887 الذهب عملة قانونية غير محدودة. الفضة النقية (أي 0.900 بوليفار) عملة قانونية مقابل 500 بوليفار، والفضة الفرعية (أي 0.835 بوليفار) مقابل 50 بوليفار، النيكل والنحاس مقابل 20 بوليفار. عُرف البوليفار بأنه يساوي الفرنك الذهبي أو البيزيتا، 290.322 ملغ من الذهب الخالص (بمعدل 5.18 ملغ للدولار الأمريكي و25.22 ملغ للجنيه الإسترليني). دخل معيار الذهب حيز التنفيذ عام 1910.
شَهد العقد (1888-1899) الذي تلا سقوط غوزمان بلانكو صراعًا أهليًا أنهك الخزينة الوطنية. ولُبّيت الحاجة المُلِحة للعملات المعدنية الصغيرة عام 1893 بطلب عملات فضية من فئات صغيرة من باريس، ثم عملات نيكل من برلين. العملات المطلوبة من برلين، في 25 مايو 1896، من نفس النوع، القطر، والوزن لعملات عامي 1876-1877، مع اختلاف في الفئة فقط، أصبحت الخمسة سنتيموس الجديدة مساوية للسنتافو القديم (ويُطلق عليها غالبًا سنتافو).
فُرضت قيود على تصدير الذهب عام 1914، ظلت الأوراق النقدية قابلة للتحويل إلى ذهب محليًا. بعد اندلاع الحرب، انخفض سعر الصرف في نيويورك بشكل طفيف، سرعان ما ارتفع بشكل ملحوظ. في أبريل 1918، بلغ سعر الدولار الأمريكي 4,32 بوليفار فقط. أكد قانون النقد الصادر في 24 يونيو 1918 يساوي البوليفار الذهبي 290,323 ملغ من الذهب الخالص. استمر سعر الصرف في الارتفاع والانخفاض، ولم يستقر إلا في يناير 1924، ظل بعد ذلك سعر الصرف عند نفس المستوى.

### ورق
أُعيد تنظيم بنك فنزويلا سوسيداد أنونيما من بنك كوميرشال، ليضم بنك كارابوبو. بدأ عملياته في 18 أغسطس 1890. بصفته الدائن الرئيسي للحكومة، تمتع بنفوذ اقتصادي وسياسي كبير. أصدر كمية كبيرة من الأوراق النقدية التي حظيت بقبول وطني، أوراقه النقدية لعام 1890 من فئات 20، 40، 100، 500، و1000 بوليفار. أُضيفت فئ50 بوليفارًا عام 1897، غُيرت ألوان الفئات الأخرى. ظهرت تصاميم جديدة لفئات 10، 100، و500 بوليفار عام 1907، وفئة 1000 بوليفار جديدة عام 1926. توقف البنك عن الإصدار عام 1940.
أنشأت مجموعات تجارية مختلفة بقيادة إتش إل بولتون إي شيا بنكًا منافسًا، هو بنك كاراكاس (غير مرتبط بالبنوك السابقة التي تحمل نفس الاسم)، أصدر أوراقًا نقدية من عام 1893 حتى عام 1940 بفئات 20، 100، 400، و800 بوليفار، مع إضافة 10 في عام 1914.
بدأ Banco Comercial de Maracaibo في إصدار الأوراق النقدية عام 1916، Banco Venezolano de Crédito في عام 1925، و Banco Mercantil y Agricola في عام 1926. أصدرت هذه البنوك الثلاثة أوراقًا نقدية بقيمة 10، 20، و100 بوليفار حتى عام 1940.

### عملة
عملات بوليفارية تعود إلى الفترة 1893-1938:
عملة نيكل نحاسية بتاريخ عام 1896 (برلين) و1915-1938 (فيلادلفيا):
- 5 س، 19 ملم، 2.500 غرام (1896، 1915، 1921، 1925، 1927، 1929، 1936، 1938)؛
- 12½ س، 23 ملم، 5000 غم (1896، 1925، 1927، 1929، 1936، 1938)

الفضة 0.835 نقاء:
- 25 سنتًا، النوع 1894، 16 ملم، 1.250 غم (1894، 1900، 1903)
- 50 سنتًا، النوع 1879، 18 ملم، 2.500 غرام (1893، 1900، 1901، 1903، 1911، 1912، 1919، 1921، 1924، 1926، 1929، 1935، 1936)
- ب.س. 1، النوع 1879، 23 ملم، 5000 غرام (1893، 1900، 1901، 1903، 1911، 1912، 1919، 1921، 1924، 1929، 1935، 1936)
- ب.س. 2، النوع 1879، 27 ملم، 10.050 غم (1894، 1900، 1902، 1903، 1904، 1905، 1911، 1912، 1913، 1919، 1922، 1924، 1926، 1929، 1930، 1935، 1936)
- Bs. 5، النوع 1893 مع "13 de Abril de 1864" في الشريط (الخلف)، 37 ملم، 25000 غم (1900، 1901، 1902، 1903، 1904، 1905، 1910، 1911، 1912، 1919، 1921، 1924، 1926، 1929، 1935، 1936)

الذهب 0.900 نقاء:
- ب.س. 20، النوع 1879، 21 ملم، 6.4516 غرام (1904، 1905، 1910، 1911، 1912).

الذهب 0.900 نقاء، جديد (مخفض) معيار:
- ب.س. 10، النوع 1930، 19 ملم، 2.2258 غرام (0.5 مليون 1930).

## 1930–2008 بوليفار (ورقي)
بوليفار = 100 سنتيمو

### تاريخ
توقف البوليفار عن الاعتماد على معيار الذهب في عام 1930. وفي أغسطس 1934، ثبت السعر الرسمي مقابل الدولار الأمريكي عند 3.915 بوليفار، عُدل إلى 3.18 بوليفار في 27 أبريل 1937. واختفت العملة الذهبية من التداول.
أُنشئ البنك المركزي الفنزويلي بموجب قرار من الكونغرس في 13 يوليو 1939 (دخل حيز التنفيذ في 8 سبتمبر). بدأ عملياته في أكتوبر 1940، كان آنذاك ستة بنوك تُصدر أوراقًا نقدية (بنك ماراكايبو، بنك فنزويلا، بنك كاراكاس، بنك ماراكايبو التجاري، بنك فنزويلا الائتماني، وبنك ميركانتيل إي أجريكولا). سُحبت أوراق البنوك الخاصة خلال عام 1941 (بموجب قانون النقد الصادر في 22 يوليو1941).
اعتُمد نظام أسعار الصرف المتعددة في 23 يوليو 1942، بسعر صرف رسمي قدره 3.35 للدولار الأمريكي، أصبح معادلاً لسعر الصرف المعمول به لدى صندوق النقد الدولي عام 1947. اعتُمد في عام 1948، نظام أسعار الصرف المتعددة، تراوحت الأسعار بين 3.09 و4.80 للدولار الأمريكي، أدى إلى ظهور سوق سوداء للعملة. وبلغت السوق السوداء أدنى مستوى لها عند 4.98 للدولار الأمريكي في مايو 1961. وفي 18 يناير 1964، عُدِل سعر الصرف المعمول به لدى صندوق النقد الدولي إلى 4.45 للدولار الأمريكي.
استمرت القوانين النقدية المختلفة منذ 12 يوليو 1945 في تعريف الوحدة النقدية باعتبارها البوليفار الذهبي (بوليفار دي أورو) بقيمة 290.323 ملغ من الذهب الخالص. في 30 أكتوبر 1974، عُرفت الوحدة النقدية ببساطة باسم "بوليفار"، دون أي إشارة إلى الذهب.
البوليفار عملة مستقرة للغاية لعقد من الزمان بعد عام 1964، بحلول أوائل 1980 واجه أزمة خطيرة. لم يُوقف ربطه بالدولار الأمريكي عند 14,50 بوليفارًا هذا التدهور. لم يُفلح الربط، لا الربط الزاحف، ولا التعويم المُدار في إبقاء سعر صرف البوليفار تحت السيطرة. انخفض من 47 بوليفارًا للدولار عام 1990 إلى 177 بوليفارًا عام 1995 ثم إلى 680 بوليفارًا عام 2000، ثم إلى 2090 بوليفارًا عام 2005.

### ورق،
أصدر البنك المركزي الفنزويلي أولى أوراقه النقدية في ديسمبر 1940، فئات 50، 100، و500 بوليفار، طبعتها شركة أمريكان بنك نوت. أُضيفت فئة 20 بوليفارًا عام 1941، وفئة 10 بوليفارات عام 1945.
ظهرت أوراق نقدية بتصميم جديد من تصميم توماس دي لا رو لفئات 10، 20، 50، و100 بوليفار في عام 1952، الصورة الخام لبوليفار لم تكن شعبية إلى حد كبير لدرجة أن البنك عاد إلى تصميم عام 1940 (مع الشعارات الوطنية الأحدث).
أعاد توماس دي لا رو تصميم الصورة الموجودة على أوراقه النقدية، بدأت هذه الأوراق في الظهور في التداول في عام 1960. وفي النهاية، كانت خمس فئات: 5، 10، 20، 50، و100.
أصدر البنك المركزي ورقة نقدية بقيمة 5 بوليفار (اعتمدت في 10 مايو 1966) احتفالا بالذكرى السنوية الـ 400 لتأسيس كاراكاس في عام 1567.
ابتداءً من عام 1971، بدأ بنكو سنترال في إصدار أوراق نقدية بتصميم أكثر حداثة وغير تقليدي في فئات 10، 20، 50، 100، و500 بوليفار، مطبوعة بواسطة طابعات مختلفة. كان العديد من التعديلات الطفيفة على التصميم بين عامي 1971 و1980، اضيفت فئات أعلى: 1000 في نوفمبر 1991، 2000 و5000 في سبتمبر 1995، و10000 في عام 1998. وفي الوقت نفسه، صدرت ثلاث أوراق نقدية تذكارية: 100 في عام 1980 بمناسبة الذكرى السنوية الـ150 لوفاة سيمون بوليفار، و50 في عام 1981 بمناسبة الذكرى السنوية الـ200 لميلاد أندريس بيلو، و20 في عام 1987 بمناسبة الذكرى السنوية الـ200 لميلاد رافائيل أوردانيتا.
تجاوزت قيمة المعدن في عملات سبائك النيكل قيمته الاسمية، بدأت هذه العملات بالاختفاء (واختفت تمامًا عندما تجاوزت قيمة المعدن ضعف قيمته الاسمية عام 1989). وواجهت البلاد النقص الحاد في العملات بإصدار أوراق نقدية من فئات ١، ٢، و٥ بوليفار.
أدى تغيير الاسم الرسمي إلى جمهورية فنزويلا البوليفارية إلى تغيير في نص الأوراق النقدية. الفئات الجديدة هي 1000، 2000، 5000، و10,000. أُضيفت فئة 20,000 في عام 1999، وفئة 50,000 في عام 2002.

### عملة

#### إصدارات 1944–1948
نحاس (70% نحاس، 30% زنك) مؤرخ عام 1944:
- 5 س، 19 ملم، 2.500 غرام (4 ملايين)؛
- 12½ س، 19 ملم، 5.000 غرام (0.8 مليون)؛

نحاس نيكل مؤرخ عام 1945:
- 5س، 19 ملم، 2.500 غرام (12 مليونًا في كل من عامي 1945 و1946، و18 مليونًا في عام 1948)؛
- 12½ س، 19 ملم، 5.000 غرام (11.2 مليون عام 1945، 9.2 مليون عام 1946، 6 مليون عام 1948)؛

فضة نقية 0.835، مؤرخة 1944-1948:
- 25 سنتًا من النوع 1894، 16 ملم، 1.250 غم (1.807 مليون عام 1944، 8.007 مليون عام 1946، 8.64 مليون عام 1948)؛
- 50 سنتًا، 18 ملم، 2.500 غرام (0.5 مليون 1944، 4 مليون 1945، 2.5 مليون 1946)؛
- ب.س. 1، 23 ملم، 5000 غرام (8 ملايين 1945)؛
- ب.س. 2، 27 ملم، 10000 غرام (3 مليون 1945).

#### إصدارات 1954–1965
غُير النقش الموجود على العملة إلى جمهورية فنزويلا.
النحاس والنيكل مؤرخة عام 1958:
- 5س، 19 ملم، 2.500 غرام (25 مليون)؛
- 12½ س، 23 ملم، 5.00 غم (10 مليون).

فضة نقية 0.835، مؤرخة 1954-1965:
- 25 سنتًا، 16 ملم، 1.250 غرام (36 مليون عام 1954، 48 مليون عام 1960)؛
- 50 سنتًا، 18 ملم، 2.500 غرام (15 مليون 1954، 20 مليون 1960)؛
- ب.س. 1، 23 ملم، 5000 غرام (13.5 مليون عام 1954، 30 مليون عام 1960، 20 مليون عام 1965)؛
- ب.س. 2، 27 ملم، 10.000 غرام (4 مليون عام 1960. 7.17 مليون عام 1965).

#### أعداد 1964–1973
النحاس والنيكل يعود تاريخهما إلى الفترة 1964-1971:
- 5س، 19 ملم، 2.500 غرام (40 مليون عام 1964، 60 مليون عام 1965، 40 مليون عام 1971)؛
- 10س، 21 ملم، 4.00 غم (60 مليون 1971)
- 12½ سنتًا (2 مليونًا عام 1969).

نيكل مؤرخ 1965-1973:
- 25 سنتًا، 17 ملم، 1.750 غرام (240 مليون 1965)؛
- 50 سنتًا، 20 ملم، 3.500 غرام (180 مليون 1965؛ 1985 أدناه)؛
- ب.س. 1، 23 ملم، 5000 غرام (180 مليون 1967)؛
- ب.س. 2، 27 ملم، 8.500 غرام (50 مليون 1967؛ 1986 و1988 أدناه)؛
- ب.س. 5، 31 ملم، 15000 غرام (20 مليون 1973).

عملة فضية عيار 0.900، الذكرى المئوية لِتمثال بوليفار النصفي على العملة المعدنية 1873-1973:
- ب.س. 10، 39 ملم، 30.000 غرام (2 مليون 1973).

#### إصدارات 1974–1988
الفولاذ المغطى بالنحاس (90% فولاذ، 10% نحاس) يعود تاريخه إلى الفترة 1974-1977:
- 5س، 18 ملم، 2000 غرام (200 مليون في عامي 1974 و1976، و600 مليون في عام 1977).

فولاذ مطلي بالنيكل يعود تاريخه إلى عام 1983:
- 5س، 18 ملم، 2000 غرام (600 مليون 1983).

فولاذ مطلي بالنحاس والنيكل يعود تاريخه إلى عام 1986:
- 5س، 18 ملم، 2000 غرام (500 مليون 1986).

النيكل المؤرخ 1977-1988:
- 25 سنتًا، 17 ملم، 1.750 غرام (120 مليون 1977)؛
- 25 سنتًا، 17 ملم، 1.500 غرام (12 مليون عام 1977، 200 مليون عام 1978، 150 مليون عام 1987)؛
- نوع 50 سنتًا 1965، 20 ملم، 3.500 غرام (50 مليون 1985)؛
- ب.س. 1، 23 ملم، 5000 غرام (200 مليون 1977، 250 مليون 1986)؛
- ب 2 النوع 1967، 27 ملم، 8.500 غرام (50 مليون عام 1986، 80 مليون عام 1988)؛
- ب.س. 5، 31 ملم، 15000 غم (60 مليون عام 1977، 25 مليون عام 1987، 20 مليون عام 1988)

#### أعداد 1988-1990
الفولاذ المغطى بالنيكل (90% فولاذ، 10% نيكل):
- 25 سنتًا، 17 ملم، 1.500 غرام (510 مليون عام 1989، 400 مليون عام 1990)؛
- 50 سنتًا، 20 ملم، 3.500 غرام (80 مليون عام 1988، 260 مليون عام 1989، 300 مليون عام 1990)؛
- ب.س. 1، 23 ملم، 5000 غرام (370 مليون عام 1989، 600 مليون عام 1990)؛
- ب.س. 2، 27 ملم، 8.500 غرام (200 مليون 1989، 100 مليون 1989، 95 مليون 1989، 395 مليون 1989، 400 مليون 1990)؛
- ب.س. 5، 31 ملم، 13.300 غرام (176 مليون عام 1989، 200 مليون عام 1990).

#### إصدارات 1998–2005
فولاذ مطلي بالنيكل يعود تاريخه إلى عام 1998:
- ب.س. 10، 17 ملم، 2.300 غرام (100 مليون)؛
- ب.س 20، 20 ملم، 4.300 غرام (50 مليون)؛
- ب.س 50، 23 مم، 6.600 غرام (50 مليون)؛
- ب.س 100، 25 ملم، 6.800 غرام (؟)؛
- 500، 28.5 ملم، 8.400 غرام (؟).

فولاذ مطلي بالنيكل يعود تاريخه إلى عام 1999:
- ب.س 20، 20 ملم، 4.300 غرام (50 مليون)؛
- ب.س 50، 23 ملم، 6.600 غرام (50 مليون)؛
- ب.س 100، 25 ملم، 6.800 غرام (؟)؛
- 500، 28.5 ملم، 8.400 غم (?)

الفولاذ المغطى بالنيكل يعود تاريخه إلى الفترة 2000-2004:
- ب.س. 10، 17 ملم، 2.300 غرام (80 مليون عام 2000، 70 مليون عام 2001)؛
- بكالوريوس 20، 20 ملم، 4.300 غرام (50 مليون عام 2000، 70 مليون عام 2001)؛
- بكالوريوس 50، 23 ملم، 6.600 غرام (150 مليون 2000، 50 مليون 2001، 220 مليون 2002، 200 مليون 2004)؛
- بكالوريوس 100، 25 ملم، 6.800 غرام (205 مليون عام 2001، 205 مليون عام 2002، 250 مليون عام 2004).

سبيكة الزنك والألومنيوم مؤرخة عام 2001:
- ب.س.10، 17 ملم، 1.739 غرام (40 مليون)؛
- ب.س.20، 20 ملم، 3.265 غرام (20 مليون).

سَبيكة الزنك والألومنيوم المؤرخة في الفترة من 2002 إلى 2004:
- ب.س. 10، 17 ملم، 1.793 غرام (7.5 مليون عام 2002، 50 مليون عام 2004)؛
- بكالوريوس 20، 20 ملم، 3.265 غرام (235 مليون عام 2002، 50 مليون عام 2004)؛
- 500، 28.5 ملم، 8.400 غرام (175 مليون 2004).

مركز النحاس والنيكل، حلقة النحاس والألومنيوم والنيكل، 2005:
- 1000، 24 ملم، 8.500 غرام (150 مليون 2005).

## بوليفار فويرتي 2008
بوليفار فويرتي = 100 سنتيموس فويرت
التحويل: 1 بوليفار فويرتي = 1000 بوليفار قديم
حَل البوليفار (رمز ISO 4217: VEF؛ Bs.F) محل البوليفار في 1 يناير 2008، بسعر بوليفار واحد مقابل ألف بوليفار قديم، توقفت الأوراق النقدية القديمة عن كونها عملة قانونية في 1 يناير 2009. واستعدادًا للتحويل، حُدِدت جميع الأسعار بالبوليفار والبوليفار الفويرتي اعتبارًا من 1 أكتوبر 2007.

## بوليفار سوبيرانو 2018
بوليفار سوبرانو = 100 سنتيمو سوبرانو
التحويل: 1 بوليفار سوبرانو = 100000 بوليفار فويرتيس
استُبدل بوليفار سوبيرانو (رمز ISO 4217: VES؛ Bs.S) البوليفار فويرتي في 20 أغسطس 2018 بسعر 1 بوليفار سوبيرانو مقابل 100,000 بوليفار فويرتيس، توقفت الأوراق النقدية القديمة عن كونها عملة قانونية في 5 ديسمبر 2018. استعدادًا للتحويل، عُبر عن جميع الأسعار بكل من البوليفار فويرتيس و البوليفار السوبرانو اعتبارًا من 1 مايو 2018، بحلول عام 2019 عُبر عنها فقط بالبوليفار السوبرانو.

## منذ عام 2021 بوليفار الرقمي
بوليفار رقمي = 100 سنتيموس ديجيتال
التحويل: 1 بوليفار رقمي = 1000000 بوليفار سوبرانو
استُبدل البوليفار الرقمي (رمز ISO 4217: VED؛ Bs.D) البوليفار السوبرانو في 20 أغسطس 2021 بسعر 1 بوليفار رقمي مقابل 1000000 بوليفار سوبرانو، ولا تزال الأوراق النقدية القديمة بمثابة عملة قانونية.

## فهرس
- Bruce II، Colin R.، المحرر (2007)، 2008 Standard catalog of world coins 1901–2000 (ط. 35th)، Iola, WI: Krause، ص. 2162–2170، ISBN:978-0-89689-500-3.

- Cribb، Joe؛ Cook، Barrie؛ Carradice، Ian (1990)، The coin atlas، New York: Facts on File، ص. 301–302، ISBN:0-8160-2097-3.

- Grillet Correa، Asdrúbal (2000)، Monedas metálicas venezolanas (PDF)، Caracas: Banco Central de Venezuela، ISBN:980-6395-19-0، مؤرشف من الأصل (PDF) في 2006-01-13.
- Krause، Chester L.؛ Mishler، Clifford (المحررون)، Standard catalog of world coins 1801–1900 (ط. 3rd)، Iola, WI: Krause، ص. 1164–1169، ISBN:0-87349-305-2.
- Meri Gonzalez، Pedro (1991)، Venezuela: catalogo de billetes 1991، Caracas: Impresos Urbina C.A., 218 pp.
- Sédillot، René (1955)، Toutes les monnaies du monde، Paris: Recueil Sirey، ص. 57–58, 433, 540–541، HG 216.S4.
- Shafer، Neil؛ Cuhaj، George S.، المحررون (2002)، Standard catalog of world paper money: specialized issues (ط. 9th)، Iola, WI: Krause، ج. 1، ص. 1185–1196، ISBN:0-87349-466-0.

- Historia de la Moneda Venezolana (بالإسبانية), Archived from the original on 2012-03-12, Retrieved 2008-03-19 Venezuela's monetary history, including a summary of coinage legislation.

- Las casas de moneda españolas en América del sur (بالإسبانية), Archived from the original on 2008-04-05, Retrieved 2008-03-20 On-line book detailing the history of the Spanish mints in South America.

- Numismatic Catalog of Venezuela، مؤرشف من الأصل في 2016-12-17، اطلع عليه بتاريخ 2008-03-19 Detailed information, with images, of all Venezuelan coins and paper money, regularly updated.